# ACNXX (turnê)
#ACNXX (também conhecida como Turnê Admirável Chip Novo 20 Anos) é a oitava turnê da cantora brasileira, Pitty, e a segunda baseada no álbum, Admirável Chip Novo (2003). Deu início em 31 de março de 2023, em Rio das Ostras, Rio de Janeiro. Entre 2023 e março de 2024, Pitty realizou mais de 80 shows da turnê #ACNXX, sendo vista por mais de 1,5 milhão de pessoas, o maior público da artista até então. 

## Antecedentes
Como uma comemoração de 20 (vinte) anos do lançamento de seu primeiro álbum, o Admirável Chip Novo (2003), a cantora, Pitty, revisita este álbum, não num movimento saudosista, mas entendendo seu lugar no mundo em 2023. Batizada de ACNXX, a turnê rodou o Brasil em 2023 com data prevista de término para 14 de abril de 2024, com o disco sendo tocado na íntegra.
Pitty, que também assina a direção do show, será acompanhada por sua banda Martin Mendonça (guitarra), Paulo Kishimoto (baixo) e Jean Dolabella (bateria).  

### Espelhos – Versões Completas de Admirável Vídeo Novo
Além dos shows, em junho de 2023, Pitty lança o álbum "Espelhos – Versões Completas de Admirável Vídeo Novo" (que, como o nome diz, traz as versões completas das músicas do DVD "Admirável Vídeo Novo" (2004). No álbum a cantora presenta covers gravadas em 2004 de músicas que sempre foram referências para a artista e sua banda e que integram o conteúdo do DVD Admirável Vídeo Novo, lançado pouco depois do seu primeiro disco.
Foi disponibilizada também a remasterização dos videoclipes do álbum junto com o Dolby Atmos nas plataformas de streaming como Apple Music.

### Admirável Chip Novo (Re)Ativado e Box #ACNXX

Capa do álbum "Admirável Chip Novo (Re) Ativado"

No mesmo ano (2023), Pitty lança o álbum de remisturas, "Admirável Chip Novo (Re)Ativado". Trata-se do álbum reinterpretado por elenco que inclui, entre outros nomes, MC Carol, Emicida, Planet Hemp, Ney Matogrosso e Sandy.
Cada uma das 11 músicas do repertório autoral ganhou novo intérprete. Voz do funk fluminense, MC Carol regravou a música Só de passagem. O rapper paulistano Emicida refez Teto de vidro. A banda carioca Planet Hemp repaginou a música-título Admirável chip novo. Ney Matogrosso ficou com Máscara. Já Sandy encarou Temporal.
O álbum foi incluído em um box comemorativo intitulado "Box #ACNXX".Trata-se de uma caixa com os álbuns "Admirável Chip Novo", "Espelhos – Versões Completas de Admirável Vídeo Novo" e o "Admirável Chip Novo (Re)Ativado", todos no formato vinil, além de um moleskine com diário da Pitty da época.

### ACNXX Ao Vivo Em Salvador

Capa do álbum "ACNXX Ao Vivo em Salvador"

Para encerrar as comemorações dos vinte anos do seu disco de estreia "Admirável Chip Novo", Pitty lança o registro audiovisual de show apresentado na cidade natal de Salvador (BA), de onde a roqueira baiana partiu em 2002, com músicas e sonhos na bagagem, para gravar no estúdio da gravadora carioca Deckdisc, Tambor, o primeiro álbum solo com produção musical de Rafael Ramos.
O álbum ACNXX – Ao vivo em Salvador perpetua os 22 números do show feito em 17 de setembro de 2023 por Pitty em praça pública, precisamente no Largo da Mariquita, no Rio Vermelho, boêmio bairro da parte da capital da Bahia conhecida como Cidade Alta.

## Repertório
O repertório abaixo foi apresentado no show de gravação do DVD ACNXX Ao Vivo em Salvador, realizado em 17 de setembro de 2023, na cidade de Salvador, não sendo representativo de todas as apresentações.
Ato I
1. "ACNXX (Intro)"
2. "Teto de Vidro"
3. "Admirável Chip Novo"
4. "Máscara"
5. "Equalize"
6. "O Lobo"
7. "Emboscada"
8. "Do Mesmo Lado"
9. "Temporal"
10. "Só de Passagem"
11. "I Wanna Be"
12. "Semana Que Vem"

Ato II
1. "Seu Mestre Mandou"
2. "Sailin' On" (cover de Bad Brains)
3. "Love Buzz" (cover de Shocking Blue)
4. "Femme Fatale" (cover de The Velvet Underground)

Ato III
1. "Setevidas"
2. "Memórias"
3. "Pulsos"
4. "Anacrônico"
5. "Na Sua Estante"
6. "Me Adora"

## Agenda
| Data             | Cidade                  | País           | Local                                          | Evento                                    | Público                    |
| América do Sul   | América do Sul          | América do Sul | América do Sul                                 | América do Sul                            | América do Sul             |
| ---------------- | ----------------------- | -------------- | ---------------------------------------------- | ----------------------------------------- | -------------------------- |
| 31 de março      | Rio das Ostras          | Brasil         | Área de Eventos de Costa Azul                  | Ostrascycle                               | 30.000                     |
| 1 de abril       | São José dos Campos     | Brasil         | Arena Vale Fest                                | Festival Hora do Rock                     | 14.000                     |
| 2 de abril       | Cerquilho               | Brasil         | Teatro Municipal                               | Aniversário da Cidade                     |                            |
| 8 de abril       | Brasília                | Brasil         | Estacionamento da Arena BRB                    | Festival RPB                              | 15.000                     |
| 15 de abril      | Belo Horizonte          | Brasil         | Estádio do Mineirão                            | 2000 Rock Fest                            | 15.000                     |
| 22 de abril      | Porto Alegre            | Brasil         | Auditório Araújo Vianna                        |                                           | 3.146                      |
| 29 de abril      | Rio de Janeiro          | Brasil         | Fundição Progresso                             |                                           | 5.000                      |
| 30 de abril      | São Tomé das Letras     | Brasil         | STL Valley                                     | STL Festival                              | 10.000                     |
| 6 de maio        | Santos                  | Brasil         | Vallum Garden                                  |                                           | 1.650                      |
| 13 de maio       | Juiz de Fora            | Brasil         | Terrazzo                                       | Pop Up Festival                           |                            |
| 21 de maio       | Pederneiras             | Brasil         | Recinto de Exposições                          | Feira das Nações                          |                            |
| 3 de junho       | Ribeirão Preto          | Brasil         | Parque de Exposições                           | João Rock                                 | 70.000                     |
| 10 de junho      | Ouro Preto              | Brasil         | Estacionamento do Centro de Convenções da UFOP | Planeta Ouro Preto                        |                            |
| 11 de junho      | Capão da Canoa          | Brasil         | Largo do Baronda                               | Capão Fest                                | 30.000                     |
| 17 de junho      | São Carlos              | Brasil         | Oasis Eventos                                  | Gigabyte Hits Vol. 23                     |                            |
| 23 de junho      | Curitiba                | Brasil         | Ópera de Arame                                 |                                           | 1.572                      |
| 25 de junho      | São Paulo               | Brasil         | Parque Ibirapuera                              | Festival Turá                             | 30.000                     |
| 30 de junho      | Campinas                | Brasil         | Estacionamento do Shopping Iguatemi            | Brazuca Rock Festival                     |                            |
| 1 de julho       | Divinópolis             | Brasil         | Parque de Exposições de Divinópolis            | Rock Uai                                  |                            |
| 7 de julho       | Santa Cruz do Rio Pardo | Brasil         | Recinto de Exposições                          | Rock Rio Pardo                            | 30.000                     |
| 8 de julho       | Carapicuíba             | Brasil         | Expo Oeste                                     |                                           |                            |
| 9 de julho       | Cabreúva                | Brasil         | Praça Comendador Martins                       | Festival de Inverno                       |                            |
| 13 de julho      | Macapá                  | Brasil         | Praça do Barão                                 | Macapá Verão                              |                            |
| 14 de julho      | Rio de Janeiro          | Brasil         | Marina da Glória                               | Festival de Inverno Rio                   |                            |
| 15 de julho      | Itabira                 | Brasil         | Praça do Areão                                 | 49º Festival de Inverno                   |                            |
| 21 de julho      | Sorocaba                | Brasil         | Paço Municipal                                 | Festa Julina Beneficente                  |                            |
| 22 de julho      | Palmital                | Brasil         | Centro Cultural de Palmital                    | Rock Caramujo                             |                            |
| 29 de julho      | Brasília                | Brasil         | Granja do Torto                                | Capital Moto Week                         |                            |
| 4 de agosto      | São José dos Campos     | Brasil         | Palácio Sunset                                 |                                           |                            |
| 5 de agosto      | Jundiaí                 | Brasil         | Clube Uirapuru                                 |                                           |                            |
| 12 de agosto     | Ponte Nova              | Brasil         | Parque de Exposições                           | Planeta Ponte Nova                        |                            |
| 21 de agosto     | Colatina                | Brasil         | Parque de Exposições                           | Festa da Cidade                           |                            |
| 1 de setembro    | Maringá                 | Brasil         | ParanáExpo                                     |                                           |                            |
| 2 de setembro    | Arapongas               | Brasil         | Expoara                                        |                                           |                            |
| 9 de setembro    | São Paulo               | Brasil         | Autódromo de Interlagos                        | The Town                                  | 100.000                    |
| 16 de setembro   | Recife                  | Brasil         | Arena WeHoo                                    | Wehoo Festival                            |                            |
| 17 de setembro   | Salvador                | Brasil         | Largo da Mariquita                             | Festival de Primavera - Rio Vermelho      | 40.000                     |
| 23 de setembro   | São Paulo               | Brasil         |                                                | Somos Rock                                |                            |
| 30 de setembro   | Lavras                  | Brasil         |                                                | Rock Uai                                  |                            |
| 6 de outubro     | Rio de Janeiro          | Brasil         | Qualistage                                     |                                           | 9.000                      |
| 7 de outubro     | Goiânia                 | Brasil         | Centro de Convenções PUC Goiás                 |                                           |                            |
| 13 de outubro    | Boa Vista               | Brasil         | Praça de Eventos Fábio Marques Paracat         | XV Encontro de Motos de Altas Cilindradas |                            |
| 15 de outubro    | Maricá                  | Brasil         | Arena da Barra                                 | Festival Cultura Rock Praia               |                            |
| 21 de outubro    | Ribeirão Preto          | Brasil         | Feapam                                         | Encontro das Tribos                       |                            |
| 27 de outubro    | Mogi das Cruzes         | Brasil         | Stage Hall                                     |                                           |                            |
| 28 de outubro    | Atibaia                 | Brasil         | Estação Atibaia                                |                                           |                            |
| 29 de outubro    | Nova Iguaçu             | Brasil         | Espaço de Eventos da Dutra                     | Rock Festival Nova Iguaçu                 |                            |
| 1 de novembro    | Curitiba                | Brasil         | Teatro Positivo                                |                                           | 2.300                      |
| 5 de novembro    | Petrópolis              | Brasil         | Parque Municipal Prefeito Paulo Rattes         | Rock the Mountain                         | 20.000                     |
| 10 de novembro   | Teresina                | Brasil         | Teresina Shopping                              | Festival GiraSol                          |                            |
| 12 de novembro   | Petrópolis              | Brasil         | Parque Municipal Prefeito Paulo Rattes         | Rock the Mountain                         | 20.000                     |
| 14 de novembro   | São Paulo               | Brasil         | Allianz Parque                                 | Abertura do show da Alanis Morissette     | 49.000                     |
| 25 de novembro   | Patos de Minas          | Brasil         | Centro de Convenções do UNIPAM                 | Festival de Inverno                       |                            |
| 2 de dezembro    | João Pessoa             | Brasil         | Espaço Cultural José Lins do Rego              | Campus Festival                           |                            |
| 9 de dezembro    | Manaus                  | Brasil         | Studio 5                                       | II Red Dog Festival                       |                            |
| 16 de dezembro   | Campo Grande            | Brasil         | Shopping Bosque dos Ipês                       | Bosque Expo                               |                            |
| 17 de dezembro   | Diadema                 | Brasil         | Praça da Moça                                  | 3º Festival de Natal de Diadema           |                            |
| 30 de dezembro   | Guarapari               | Brasil         | Multiplace Mais                                | Pré-Réveillon                             |                            |
| 20 de janeiro    | Rio de Janeiro          | Brasil         | Morro da Urca                                  | Rock no Morro                             |                            |
| 3 de fevereiro   | Brasília                | Brasil         | Centro de Convenções Ulysses Guimarães         |                                           | 20.000                     |
| 9 de fevereiro   | Salvador                | Brasil         | Praça Castro Alves                             | Carnaval                                  |                            |
| 11 de fevereiro  | Olinda                  | Brasil         | Praça do Carmo                                 | Carnaval                                  |                            |
| 12 de fevereiro  | Recife                  | Brasil         | Marco Zero                                     | Carnaval                                  |                            |
| 13 de fevereiro  | Recife                  | Brasil         | Várzea Carnaval                                | Carnaval                                  |                            |
| 1 de março       | Santos                  | Brasil         | Praia do Gonzaga                               | Aniversário da cidade                     |                            |
| 2 de março       | São Paulo               | Brasil         | Allianz Parque                                 | I Wanna Be Tour                           | 150.000                    |
| 3 de março       | Curitiba                | Brasil         | Estádio Major Antônio Couto Pereira            | I Wanna Be Tour                           | 150.000                    |
| 6 de março       | Recife                  | Brasil         | Area Externa do Centro de Convenções           | I Wanna Be Tour                           | 150.000                    |
| 9 de março       | Rio de Janeiro          | Brasil         | Estádio Olímpico Nilton Santos                 | I Wanna Be Tour                           | 150.000                    |
| 10 de março      | Belo Horizonte          | Brasil         | Arena da Independência                         | I Wanna Be Tour                           | 150.000                    |
| 16 de março      | Jaguariúna              | Brasil         | Red Eventos                                    | -                                         |                            |
| 22 de março      | Florianópolis           | Brasil         | Teatro Álvaro de Carvalho                      | Maratona Cultural                         |                            |
| Oceano Atlântico |                         |                |                                                |                                           |                            |
| 24 de março      | Alto-mar                | Alto-mar       | MSC Preziosa                                   | 89 Rock Boat                              |                            |
| América do Sul   |                         |                |                                                |                                           |                            |
| 12 de abril      | São Paulo               | Brasil         | Espaço Unimed                                  | 16.000                                    | Show de encerramento       |
| 14 de abril      | São Paulo               | Brasil         | Espaço Unimed                                  | 16.000                                    | Show extra de encerramento |
| 20 de abril      | São Caetano do Sul      | Brasil         | Espaço LIV                                     | Rock In Sanca                             |                            |
| 11 de maio       | Nova Friburgo           | Brasil         | Nova Friburgo Country Club                     | Gênesis Rock                              |                            |